# 庵点

庵点

庵点（いおりてん、〽）は、日本語で、歌のはじめなどに置かれる約物のひとつ。合点、歌記号、うたひっかけともいう。古来、能の謡本や連歌などにおいて目印として使われていた。ユニコードではU+303Dのコードを、JIS X 0213では1-3-28のコードを持つ。

## 概要
形態については、図のように山が二つあるものを「庵点」、山が一つの「へ」のような形のものを「長点」といい、両者を「合点」（がってん）とも呼ぶ。

## 沿革
奈良時代には使用が確認されており、近世に入ってからは、俳諧などにおける批評の採点、謡本などにおいて段落や音声を示すための使用が確認されている。

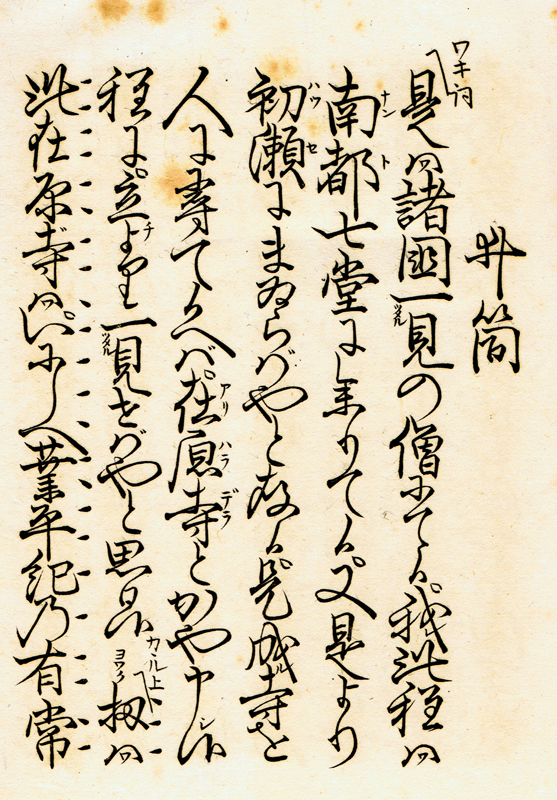
井筒の謡本

謡本においては、能の役柄であるシテ、ワキ、地謡などの役割がかわるところで、語句の頭に使われる。少なくとも明治時代以降の謡曲本では「へ」の字型のものが使われ、2020年現在もそれを踏襲している。「庵点」と「合点」の使い分けがされていたのか、同じものを「合点」「庵点」と呼んでいたのかは、明らかではない。
現代文では、散文中に歌詞を記述する際に、歌詞部分の冒頭に配置して散文との区分とする用法が一般的。ただし、コンピューター上では、庵点が文字コード規格のJIS X 0208に含まれなかったことから、ウェブや電子メールなどにおいて、JIS X 0208に含まれている「♪」が歌記号として用いられることが多い。
庵点は近代になって『「（始め鉤括弧）の元になったといわれている。

## 符号位置
| 記号 | Unicode | JIS X 0213 | 文字参照          | 名称         |
| ---- | ------- | ---------- | ----------------- | ------------ |
| 〽   | U+303D  | 1-3-28     | &#x303D; &#12349; | 歌記号、庵点 |